# Cejřov

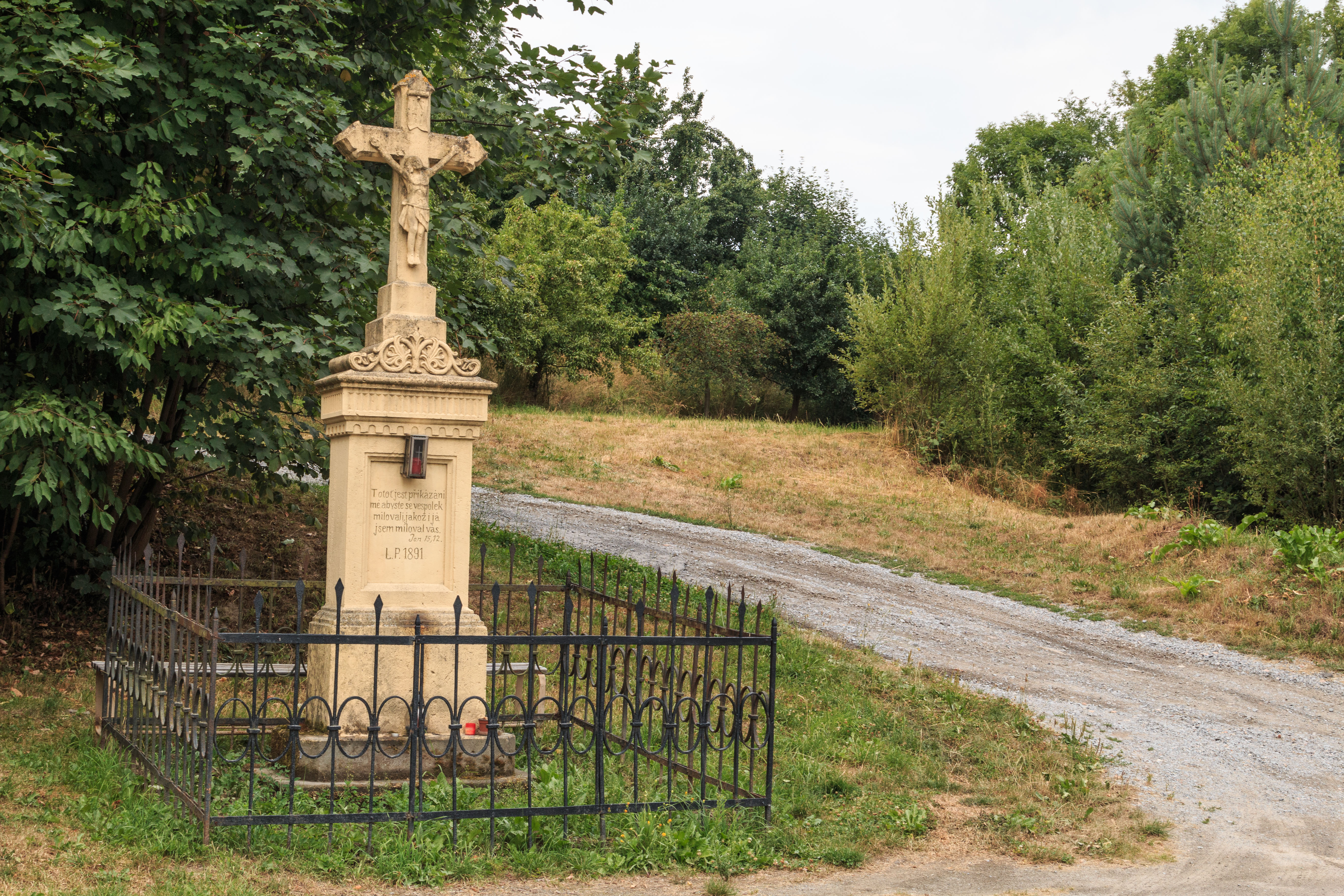
Kreuz in Cejřov

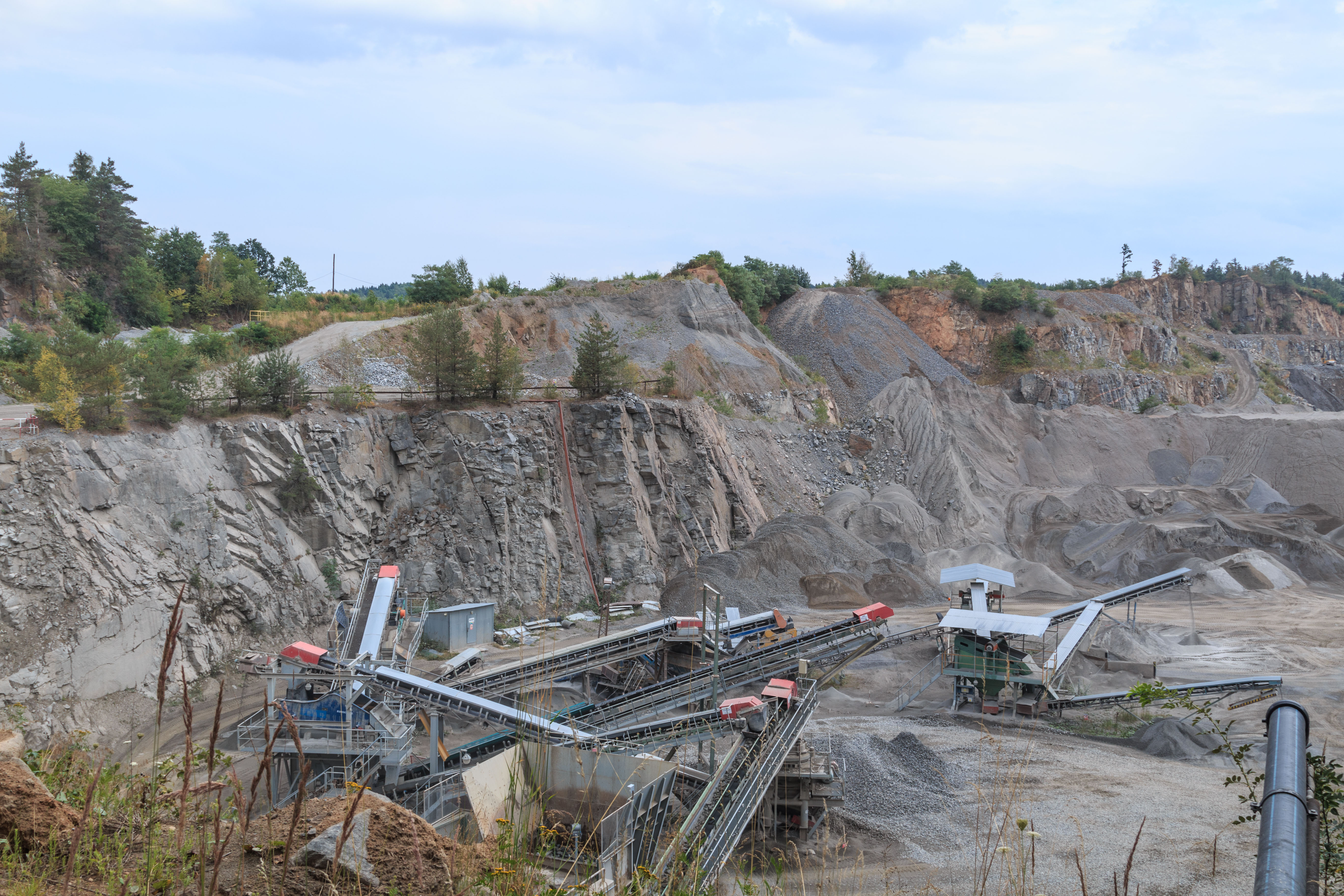
Steinbruch Zárubka

Cejřov (deutsch Cejrow, 1939–45: Zierau) ist ein Ortsteil der Gemeinde Vrbatův Kostelec in Tschechien. Er liegt drei Kilometer westlich von Skuteč und gehört zum Okres Chrudim.

## Geographie
Cejřov befindet sich linksseitig des Baches Mrákotínský potok im Eisengebirge (Železné hory). Nordwestlich erhebt sich die Zárubka (426 m n.m.). Im Osten erstreckt sich der Steinbruch Zárubka, dahinter verläuft die Bahnstrecke Havlíčkův Brod–Pardubice. In der Umgebung des Dorfes liegen mehrere kleinere Steinbruchseen.
Nachbarorte sind Vrbatův Kostelec, Zárubka und V Týně im Norden, Leštinka im Nordosten, Na Obci und Pondělíčkův Les im Osten, Mikšův Les, Vila, U Mlýnů und Dolní Prosetín im Südosten, Klínek und Horní Prosetín im Süden, Mokrýšov, Otáňka und Vrbětice im Südwesten, Kvasín im Westen sowie Hlína im Nordwesten.

## Geschichte
Die erste schriftliche Erwähnung von Cejřov stammt aus dem Jahre 1541.
Im Jahre 1835 bestand das im Chrudimer Kreis gelegene Dorf Cegřow aus 10 Häusern, in denen 72 Personen lebten. Pfarrort war Kosteletz. Bis zur Mitte des 19. Jahrhunderts blieb Cegřow der Herrschaft Nassaberg untertänig.
Nach der Aufhebung der Patrimonialherrschaften bildete Čejřov ab 1849 einen Ortsteil der Gemeinde Kostelec im Gerichtsbezirk Nassaberg. Ab 1868 gehörte das Dorf zum politischen Bezirk Chrudim. 1869 hatte Čejřov 111 Einwohner. 1871 wurde die Bahnstrecke Deutschbrod–Pardubitz eröffnet. Im Jahre 1900 lebten in dem Dorf 109 Personen, 1910 waren es 121. Haupterwerbsquelle bildete die Steinbrecherei. Seit 1924 führt der Ort den amtlichen Namen Cejřov. 1930 hatte Cejřov 150 Einwohner. 1949 wurde das Dorf dem neu gebildeten Okres Hlinsko zugeordnet, seit 1961 gehört es wieder zum Okres Chrudim. Beim Zensus von 2001 lebten in den 16 Häusern von Cejřov 20 Personen. 

## Gemeindegliederung
Zu Cejřov gehört die Ansiedlung Zárubka.
Der Ortsteil ist Teil des Katastralbezirkes Vrbatův Kostelec.

## Sehenswürdigkeiten
- Steinernes Kreuz, geschaffen 1891
- Mehrere Steinbruchseen
- Lehrpfad “Spuren der Tragödie von Ležáky” (Naučná stezka “Stopy ležácké tragédie”)